# Tialle
La Tialle, également appelée l'Étoile, est une rivière qui coule dans les départements du  Puy-de-Dôme et du Cantal, en région administrative Auvergne-Rhône-Alpes. C'est un affluent en rive gauche de la Dordogne.

## Géographie

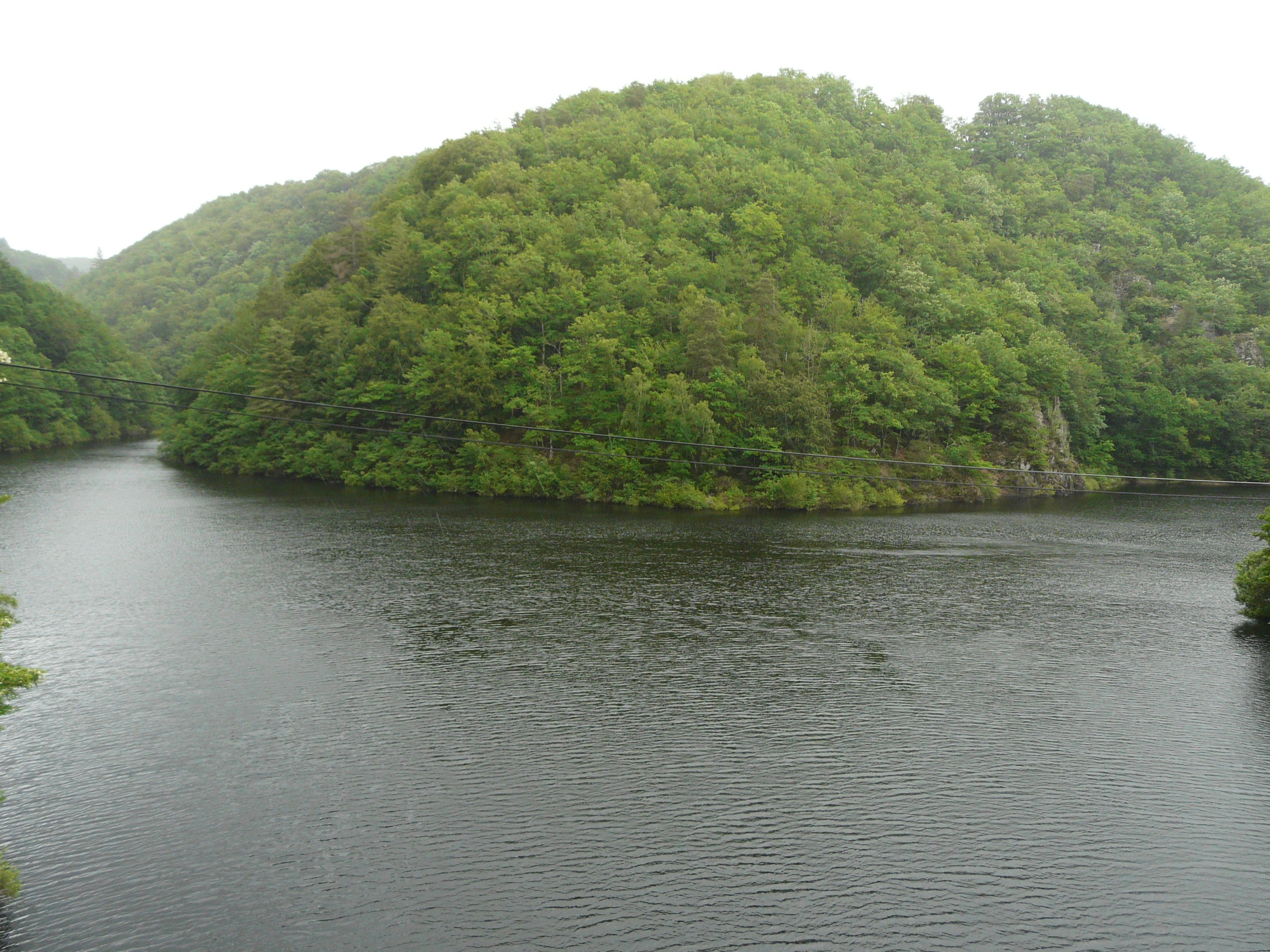
Le confluent de la Panouille et de la Tialle.

Ce cours d'eau est connu sous deux noms différents, la Tialle et l'Étoile. Selon le Sandre, l'Étoile est le nom du ruisseau également connu sous le nom de rivière la Tialle. Selon le Géoportail, la Tialle est la partie aval du cours d'eau (en aval de Bagnols), le nom d'Étoile étant relevé en amont de sa confluence avec le ruisseau de Malgat.
L'Étoile prend sa source dans le département du Puy-de-Dôme vers 1,020 m d’altitude sur la commune de Chastreix, au nord du lieu-dit le Buisson, puis arrose le village de Bagnols, où elle reçoit en rive gauche le ruisseau de Malgat.
Elle prend alors le nom de Tialle et pénètre ensuite dans le département du Cantal. 
Sa partie terminale, sur plus de deux kilomètres, fait partie intégrante du lac de retenue du barrage de Bort-les-Orgues. Après avoir reçu sur sa droite son principal affluent, la Panouille, juste en amont du pont d'Entraigues, son cours sert de limite aux communes de Beaulieu et de Lanobre. Elle rejoint la Dordogne en rive gauche, à 541 m d’altitude, quelques centaines de mètres au nord du château de Val.
L'ensemble « Étoile-Tialle » est long de 21,8 km pour un bassin versant de 85 km2.

### Affluents
Parmi les treize affluents répertoriés par le Sandre, les deux plus longs sont le ruisseau de Malgat, 7,3 km en rive gauche et la Panouille, longue de 12,8 km, en rive droite.

### Hydrologie
Le débit de la Tialle a été observé sur une période de 18 ans (1951-1968), à la station hydrologique de Riom-ès-Montagnes. À cet endroit, le bassin versant représente 55 km2, soit 65 % de celui du cours d'eau.
Le module y est de 1,42 m3/s. 
La Tialle présente des fluctuations saisonnières de débit, avec une période de hautes eaux caractérisée par un débit mensuel moyen évoluant dans une fourchette de 1,87 à 2,48 m3/s, de novembre à mars inclus (avec un maximum en janvier). La période des basses eaux a lieu de juin à septembre, avec une baisse du débit moyen mensuel allant jusqu'à 0,412 m3/s au mois de juillet. Cependant ces chiffres ne sont que des moyennes et les fluctuations de débit peuvent être plus importantes selon les années et sur des périodes plus courtes. 
À l'étiage le VCN3 peut chuter sévèrement jusque 0,01 m3, en cas de période quinquennale sèche, soit 10 litres par seconde.
Les crues peuvent cependant s'avérer importantes. Les QJ 2 et QJ 5 valent respectivement 12 et 15 m3/s. Le QJ 10 est de 18 m3/s, tandis que le QJ 20 se monte à 20 m3/s.
Le débit journalier maximal enregistré à la station de Riom-ès-Montagnes durant cette période a été de 27 m3/s le 19 janvier 1955. Si l'on compare cette valeur à l'échelle des QJ de la rivière, cette crue était supérieure au QJ 20.
Au total, la Tialle est un cours d'eau très abondant. La lame d'eau écoulée dans son bassin versant est de 819 millimètres annuellement, ce qui est deux fois et demi supérieur à la moyenne de la France entière tous bassins confondus (320 millimètres). Le débit spécifique (ou Qsp) de la Tialle atteint ainsi à Riom-ès-Montagnes le chiffre de 25,9 litres par seconde et par kilomètre carré de bassin.

### Communes et départements traversés
L'Étoile ou la Tialle arrose cinq communes, situées dans deux départements de la région Auvergne-Rhône-Alpes, soit d'amont vers l'aval :
- Puy-de-Dôme
  - Chastreix (source)
  - Bagnols
  - Cros
- Cantal
  - Beaulieu (confluence)
  - Lanobre (confluence)

## Monuments ou sites remarquables à proximité
- À Bagnols, l'église Saint-Pierre du XIIe siècle[5],[6].
- À Lanobre, le château de Val des XIVe et XVe siècles[7].
- La retenue du barrage de Bort-les-Orgues et le confluent de la Panouille et de la Tialle au pont d'Entraigues, en limite de Beaulieu et de Lanobre.